# Saint-Benoist-sur-Mer
Saint-Benoist-sur-Mer és un municipi francès situat al departament de Vendée i a la regió de País del Loira. L'any 2007 tenia 341 habitants.

## Demografia

### Població
El 2007 la població de fet de Saint-Benoist-sur-Mer era de 341 persones. Hi havia 164 famílies de les quals 52 eren unipersonals (32 homes vivint sols i 20 dones vivint soles), 68 parelles sense fills, 32 parelles amb fills i 12 famílies monoparentals amb fills.
La població ha evolucionat segons el següent gràfic:
Habitants censats

### Habitatges
El 2007 hi havia 359 habitatges, 163 eren l'habitatge principal de la família, 188 eren segones residències i 9 estaven desocupats. Tots els 359 habitatges eren cases. Dels 163 habitatges principals, 147 estaven ocupats pels seus propietaris, 14 estaven llogats i ocupats pels llogaters i 2 estaven cedits a títol gratuït; 5 tenien dues cambres, 34 en tenien tres, 49 en tenien quatre i 75 en tenien cinc o més. 153 habitatges disposaven pel capbaix d'una plaça de pàrquing. A 83 habitatges hi havia un automòbil i a 62 n'hi havia dos o més.

### Piràmide de població
La piràmide de població per edats i sexe el 2009 era:
| Homes | Edats   | Dones |
| ----- | ------- | ----- |
| 0     | 95 o +  | 0     |
| 0     | 90 a 94 | 0     |
| 4     | 85 a 89 | 0     |
| 4     | 80 a 84 | 8     |
| 16    | 75 a 79 | 20    |
| 4     | 70 a 74 | 8     |
| 20    | 65 a 69 | 16    |
| 8     | 60 a 64 | 8     |
| 16    | 55 a 59 | 8     |
| 20    | 50 a 54 | 12    |
| 16    | 45 a 49 | 16    |
| 4     | 40 a 44 | 8     |
| 16    | 35 a 39 | 12    |
| 4     | 30 a 34 | 4     |
| 0     | 25 a 29 | 4     |
| 4     | 20 a 24 | 0     |
| 8     | 15 a 19 | 8     |
| 4     | 10 a 14 | 0     |
| 8     | 5 a 9   | 8     |
| 4     | 0 a 4   | 8     |

## Economia
El 2007 la població en edat de treballar era de 184 persones, 120 eren actives i 64 eren inactives. De les 120 persones actives 116 estaven ocupades (61 homes i 55 dones) i 4 estaven aturades (1 home i 3 dones). De les 64 persones inactives 44 estaven jubilades, 8 estaven estudiant i 12 estaven classificades com a «altres inactius».

### Ingressos
El 2009 a Saint-Benoist-sur-Mer hi havia 178 unitats fiscals que integraven 380 persones, la mediana anual d'ingressos fiscals per persona era de 17.219 €.

### Activitats econòmiques
Dels 12 establiments que hi havia el 2007, 6 eren d'empreses de construcció, 1 d'una empresa de comerç i reparació d'automòbils, 1 d'una empresa de transport, 2 d'empreses d'hostatgeria i restauració i 2 d'empreses de serveis.
Dels 7 establiments de servei als particulars que hi havia el 2009, 2 eren paletes, 1 guixaire pintor, 2 fusteries, 1 electricista i 1 restaurant.
L'any 2000 a Saint-Benoist-sur-Mer hi havia 13 explotacions agrícoles que ocupaven un total de 1.210 hectàrees.

## Poblacions més properes
El següent diagrama mostra les poblacions més properes.